# (9565) Tikhonov
(9565) Tikhonov es un asteroide perteneciente al cinturón de asteroides, descubierto el 18 de septiembre de 1987 por la astrónoma soviética Liudmila Chernyj desde el Observatorio Astrofísico de Crimea.

## Designación y nombre
Designado provisionalmente como 1987 SU17. Fue nombrado Tikhonov en honor al matemático ruso Andréi Nikoláyevich Tíjonov.